# Heinrich Vogl
Heinrich Vogl, född 1845 i München, död där 1900, var en tysk operasångare (tenor).
Vogl var till en början skollärare, men studerade samtidigt sångkonsten och debuterade 1865 med avgjord framgång som Max i "Friskytten" på hovoperan i München, vilken han sedan dess ständigt tillhörde. Vogl blev huvudsakligen berömd som Wagnersångare, liksom även hans hustru, Therese Vogl (född Thoma 1845), elev av konservatoriet i München, 1865-92 anställd vid hovoperan där och sedan 1868 gift med Heinrich Vogl. Detta konstnärspar anses särskilt ha varit de bästa tidiga tolkarna av Tristan och Isolde.